# Vincenzo Gotti
Vincenzo Gotti (* um 1580 in Bologna; † 15. Oktober 1636 in Reggio Calabria) war ein italienischer Maler der Bologneser Schule.

## Leben
Vincenzo Gotti erhielt zusammen mit Guido Reni in Bologna durch Dionysius Calvaert Unterricht in der Malerei. Beide gingen nach der Beendigung ihrer Studien nach Rom, wo der damals 20-jährige Gotti durch einige Gemälde Aufsehen erregte. Daraufhin berief ihn der Vizekönig von Neapel an seinen Hof und übertrug ihm mehrere bedeutende Arbeiten. Nachdem er diese zur Zufriedenheit seines Gönners ausgeführt hatte, begab er sich nach Messina und vollendete hier mehrere Gemälde, und zwar einige davon in Renis Stil, doch blieb er hinter den Leistungen seines Mitschülers zurück. Von Messina siedelte Gotti nach Reggio in Kalabrien über, wo er sich verheiratete und häuslich niederließ. Er starb auch hier im Oktober 1636.
Gotti war ein sehr fleißiger Künstler. Allein im Königreich Neapel malte er 218 Altarbilder für verschiedene Kirchen. Diese Werke wurden wohl größtenteils durch Erdbeben zerstört. Übrigens verhehlten schon seine Zeitgenossen nicht, dass sich unter Gottis Werken etliche mittelmäßige befanden.